# Echinochimaera
Echinochimaera es un género extinto de holocéfalos del orden Chimaeriformes que vivió en el Carbonífero Inferior, hace unos 355 millones de años. Llegaba a medir menos de 30 cm de largo. Está emparentado con las quimeras actuales y, como ellas, tenía un cuerpo de forma extraña.
Tenía un cuerpo redondeado, grandes aletas pectorales y dos aletas dorsales, dotada una de ellas una espina móvil. La forma de su cuerpo y sus aletas, así como la cola en forma de paleta, indican que este animal era un nadador lento, y probablemente no era un depredador.